# 钘
钘又作铏、鋞，是中国古代的筒形盛酒器，兼盛食，尤以西汉的铜钘为典型。其得名与“细长”这一词源义有关，与之同源的颈、茎、经、胫、径等字都隐含有此义。其形制与卣同为直筒形，但双环耳处连接为提梁，与顶盖相连，腹部下方有三蹄足与之相接。
近年来，随着汉代墓葬的陆续发掘，学界对出土铜钘的认识逐渐深入。